# 종자산 (강원)
종자산(種子山)은 대한민국 강원특별자치도 홍천군 서면에 있는 높이 581m의 산이다. 

## 같이 보기
- 한국의 산